# Odensehuis
Een Odensehuis is een inloophuis voor mensen met lichte dementie en hun naasten. Er zijn in Nederland Odensehuizen gevestigd in Amsterdam, Amstelveen, Delft, Groningen, Vlissingen, Wageningen, Zutphen, IJmuiden en Utrecht. De naam  Odensehuis is afgeleid van de Deense stad Odense, waar het initiatief voor zo'n inloopcentrum in 2001 ontstaan is.
Om deel te nemen aan de activiteiten in een Odensehuis is er geen diagnose of indicatie voor de ziekte van Alzheimer nodig. Iedereen die te maken krijgt met een beginnende vorm van dementie is welkom in een Odensehuis. De deelnemers bepalen zelf wanneer ze komen, aan welke activiteiten ze meedoen en welke ervaringen zij uitwisselen met andere bezoekers.

## Functie
De bedoeling van een Odensehuis is het bieden van een plek voor mensen met beginnende dementie en hun naasten om ervaringen met elkaar te delen en informatie uit te wisselen. Een Odensehuis heeft het karakter van een huiskamer waarin ondersteunende en creatieve activiteiten ondernomen kunnen worden zoals piano spelen, tuinieren en een praatje maken met andere bezoekers. Aanwezigen kunnen er in een ongedwongen sfeer hun gedachten afleiden van, of juist meer inzicht krijgen in de ziekte.

## Organisatie
Het eerste Odensehuis opende in november 2009 te Amsterdam, daarna volgde in 2012 Groningen. In 2013 kwamen huizen van de grond in Vlissingen en Wageningen. In juli 2014 is een Odensehuis in de Hoeksche Waard gestart, het eerste Odensehuis met een streekfunctie voor de 5 gemeenten.
De financiering van een Odensehuis bestaat voor een groot deel uit bijdragen van sponsoren, donateurs en legaten.

## Doelstellingen
- Empowerment; Betrokkenen ertoe bewegen om zo vroeg mogelijk de situatie te herkennen en erkennen. Daarmee kan de geest rijp worden gemaakt voor een hernieuwde invulling van het leven. Mensen actief betrekken bij het inloophuis.
- Perspectief; Betrokkenen ondersteuning bieden, vanuit een niet-medische benadering, door de betrokkenen zelf (de groep helpt elkaar), in een sfeer waarin men zich niet hoeft te schamen voor de eigen handicap. Mogelijkheden creëren om je nuttig te maken en daaruit voldoening te putten.
- Inzicht; Gebruik maken van relevante informatie. De betrokkenen informatiebronnen en de sociale kaart bieden en voorbereiden op de stappen die onherroepelijk later in het proces van dementie komen gaan.